# Helophorus griseus
Helophorus griseus es una especie de escarabajo del género Helophorus, familia Hydrophilidae. Fue descrita científicamente por Herbst en 1793.
Habita en Austria, Gran Bretaña, Córcega, paleártico oriental, Estonia, Turquía, Finlandia, Francia continental, Alemania, Hungría, Italia continental, Letonia, Lituania, Oriente Próximo, Noruega, Polonia, Portugal continental, Cerdeña, Sicilia, España, Suecia, Suiza, Países Bajos y Ucrania.